# Петнаеста македонска ударна бригада
Петнаеста македонска (поречка) ударна бригада НОВЈ формирана је 12. септембра 1944. године у селу Челопецима код Кичева од Поречког партизанског одреда и 220 четника, који су прихватили борбу на страни НОВЈ. Првобитно је носила име Поречка бригада.

## Борбени пут бригаде
Водила је борбе против немачке борбене групе „Гулман“ и „Пабст“ код села Марул, Алданци и Веселчани од 11. до 16. септембра, Мажучишта, Страгомишта, Новог Села и Ђубрине од 8. до 9. октобра. У селу Миоказима код Кичева, прикључен јој је један батаљон Прве македонске ударне бригаде и бораца из Осамнаесте македонске бригаде, након чега је преименована у Петнаесту македонску бригаду и 25. септембра била прикључена у састав 48. македонске дивизије НОВЈ. Затим је учествовала у борбама код Мислешева и Моровишта код Струге од 29. октобра до 5. новембра, у ноћном нападу на Стругу 30/31. октобра, у борбама код Охрида 2. новембра и код Подмоља 7. и 8. новембра. Након тешких борби код Кичева и Зајаса од 15. до 18. новембра учествовала је у ослобођењу Гостивара и затим била расформирана. Њено људство је пребачено у састав Седме бригаде 42. дивизије Петнаестог македонског корпуса НОВЈ.